# Fabienne Kocher
Fabienne Kocher (* 13. Juni 1993) ist eine Schweizer Judoka. Sie gewann 2021 eine Bronzemedaille bei den Weltmeisterschaften.

## Karriere
Fabienne Kocher kämpfte von 2009 bis 2017 im Leichtgewicht, der Gewichtsklasse bis 57 Kilogramm. 2010 und 2011 war sie jeweils Dritte der U20-Europameisterschaften. 2011 gewann sie auch bei den Juniorenweltmeisterschaften eine Bronzemedaille. 2013 siegte sie bei den Junioreneuropameisterschaften und erhielt erneut eine Bronzemedaille bei den Juniorenweltmeisterschaften. Drei Wochen nach den Juniorenweltmeisterschaften erkämpfte sie auch eine Bronzemedaille bei den U23-Europameisterschaften. 2014 belegte sie den siebten Platz bei den Weltmeisterschaften in Tscheljabinsk, nachdem sie im Viertelfinal gegen die Portugiesin Telma Monteiro verloren hatte.
In den Jahren danach war Kocher wenig erfolgreich. 2018 wechselte sie ins Halbleichtgewicht, die Gewichtsklasse bis 52 Kilogramm. 2018 schied sie bei den Weltmeisterschaften in Baku im Achtelfinal gegen die Japanerin Uta Abe aus. Bei den Europameisterschaften 2019 in Minsk scheiterte sie im Achtelfinal an der Kosovarin Majlinda Kelmendi. Ende 2019 gewann sie ihren ersten Schweizer Meistertitel.
Nach der Wettkampfpause wegen der COVID-19-Pandemie erreichte Kocher Ende 2020 den Final beim Grand-Slam in Budapest und wurde Zweite hinter der Französin Amandine Buchard. Bei den Europameisterschaften 2020 in Prag verlor sie im Viertelfinal gegen die Italienerin Odette Giuffrida und belegte den siebten Platz. Ebenfalls den siebten Platz erreichte Kocher bei den Europameisterschaften 2021 in Lissabon nach einer Viertelfinalniederlage gegen Amandine Buchard. Im Kampf um den fünften Platz unterlag sie in Lissabon ihrer Landsfrau Evelyne Tschopp. Bei den Weltmeisterschaften 2021 in Budapest bezwang Kocher im Viertelfinal die Israelin Gefen Primo. Nach einer Halbfinalniederlage gegen die Spanierin Ana Perez Box bezwang Kocher im Kampf um eine Bronzemedaille die Portugiesin Joana Ramos. An den im Juli 2021 ausgetragenen Olympischen Spielen 2020 in Tokio wurde Kocher Fünfte. Sie gewann ihre ersten drei Kämpfe, verlor dann aber im Halbfinal gegen die Weltnummer 2 Amandine Buchard nach nur 16 Sekunden durch Ippon. Im Bronzekampf verlor sie nach harter Gegenwehr gegen Chelsie Giles. Kocher verpasste es, als erste Schweizer Judoka eine Medaille zu gewinnen, ihr fünfter Platz ist dennoch das bis anhin beste Resultat einer Schweizerin an Olympischen Spielen.

## Ausbildung
Kocher besuchte das Kunst- und Sportgymnasium Rämibühl in Zürich und schloss dieses im Sommer 2014 mit der Matura ab.